# 알린 코민스키크럼

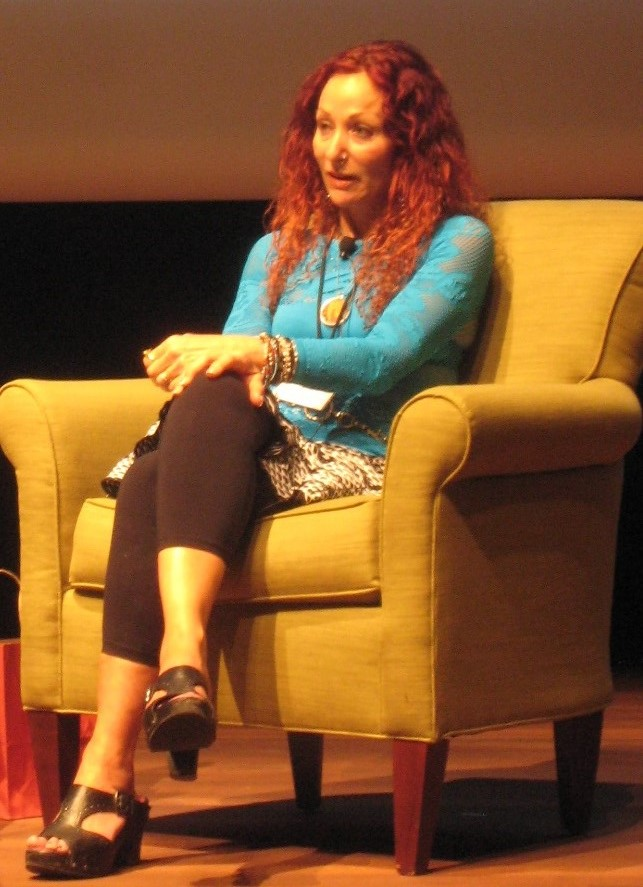

알린 코민스키크럼(Aline Kominsky-Crumb, 1948년 8월 1일 ~ )은 미국 태생의 만화가이다.
1948년 8월 1일 뉴욕 롱 아일랜드의 유대인 가정에서 태어났다.
반문화, 언더그라운드 만화 사조에 해당하는 작품을 발표했다. 배우자 로버트 크럼은 유명한 언더그라운드 만화 작가이다.

## 같이 보기
- 로버트 크럼
- 트리나 로빈스
- 소피 크럼